# Meaux (Sena i Marne)
Meaux (en francès pronunciat 'mo') és un municipi francès al departament de Sena i Marne i a la regió de l'Illa de França. L'any 2005 tenia 49.800 habitants.
Forma part del cantó de Meaux, del districte de Meaux i de la Comunitat d'aglomeració del Pays de Meaux.
En francès, el gentilici de Meaux és Meldois, tant en singular com en plural. El gentilici i el nom de la ciutat provenen dels meldes, que eren el poble gal que habitava aquesta part de la vall del Marne en temps dels antics romans.

## Persones
- Fiacre (590-670), monjo i sant segons la religió catòlica